# Casa al Carrer de Sant Dionís, 3 (Salt)
La Casa al Carrer de Sant Dionís, 3 és una edifica al nucli de Salt (Gironès) protegida com a bé cultural d'interès local. Edifici de planta rectangular del segle xvii o XVIII amb modificacions de l'any 1837 segons consta en la llinda d'entrada (Jaume Franquesa 1837). El teulat és a dues vessants, la façana és de pedra vista i té un pati al davant. Consta de planta baixa i dos pisos, amb porta de llinda plana i muntants de pedra. Al primer pis hi ha tres finestres i a les golfes hi ha una finestra triple d'arc de mig punt al centre i una a cada costat. El pati està voltat per un mur de pedra seca i amb un portal de ferro. Conté un pou i un forn amb bon estat de conservació. A la sala d'entrada hi ha una volta catalana de rajol pla. Dins la sala noble hi ha una fornícula que acull una talla de fusta policromada de la Verge i una pintura mural de l'any 1970.